# Orchestra Sinfonica del Queensland
L'Orchestra Sinfonica del Queensland (Orchestra Sinfonica del Queensland o QSO) è un'orchestra australiana, con sede principalmente a Brisbane, nello stato del Queensland.
La QSO ha suonato il suo primo concerto il 26 marzo 1947, con l'orchestra composta da 45 musicisti, diretti da Percy Code. John Farnsworth Hall fu assunto strappandolo all'Orchestra Sinfonica di Sydney, come primo direttore principale dell'orchestra. L'orchestra ha suonato concerti in varie città e paesi del Queensland, come Innisfail e Townsville, viaggiando fino a 3500 miglia all'anno nel suo tour.
Nel 2001, la QSO si è fusa con la Orchestra Filarmonica del Queensland, per formare La Queensland Orchestra (TQO). Il 14 ottobre 2009, l'orchestra ha annunciato il ripristino del suo nome a Orchestra Sinfonica del Queensland, effettivo nel 2010. Dal giugno 2013, il CEO della QSO è Sophie Galaise.
L'orchestra è finanziata da imprese private, il governo dello stato e il governo federale australiano attraverso il Consiglio Australia. La maggior parte delle esecuzioni dell'orchestra si svolgono in Brisbane in tre sedi:
- Queensland Performing Arts Centre (QPAC) Concert Hall
- QSO Studios, South Bank
- Brisbane City Hall.

Inoltre l'orchestra va in tour in altre parti dello Stato del Queensland regolarmente, tra cui i seguenti luoghi:
- Gold Coast Art Centre
- The Events Centre, Caloundra
- Empire Theatres, Toowoomba
- Pilbeam Theatre, Rockhampton
- Mackay Entertainment Centre
- Townsville Civic Theatre
- Cairns Civic Theatre.

La discografia dell'orchestra comprende l'Ouverture 1812 di Tchaikovsky, e diverse opere di Benjamin Frankel, tra cui le sue otto sinfonie, il concerto per violino, un concerto per viola e diverse suite di musiche per film.
Il più longevo direttore principale dell'orchestra è stato il ceco di nascita Rudolf Pekárek (1954-1967). Muhai Tang ha tenuto il titolo di direttore laureato dal novembre 2005. Michael Christie è stato il primo direttore principale dell'orchestra con il nuovo nome, dal 2001 al 2004. Nel luglio 2007, Johannes Fritzsch è stato nominato prossimo direttore principale dell'orchestra, a partire dal gennaio 2008, con un contratto iniziale fino al 2010. In February 2010, the orchestra announced a 3-year extension of Fritzsch's contract as chief conductor, through 2013. Nel febbraio 2010, l'orchestra ha annunciato una proroga di 3 anni del contratto di Fritzsch come direttore principale, fino al 2013. Nel settembre 2013 la QSO ha annunciato la conclusione prevista come Capo direttore di Fritzsch alla fine del 2014.
Nel maggio 2015 Alondra de la Parra ha fatto la sua prima apparizione come direttore ospite con la QSO. Nel mese di ottobre 2015 la QSO annunciò la nomina di de la Parra, come direttore musicale per la prima volta e prima donna direttore d'orchestra nel posto di direttore principale, a valere dal 2017.

## Direttori principali
- John Farnsworth Hall (1947–1954)
- Rudolf Pekárek (1954–67)
- Stanford Robinson (1968–1969)
- Ezra Rachlin (1970–1972)
- Patrick Thomas (1973–1977)
- Vanco Cavdarski (1978–1982)
- Werner Andreas Albert (1983–1990)
- Muhai Tang (1991–2001; ora Direttore Laureato)
- Michael Christie (2001–2004; come The Queensland Orchestra)
- Johannes Fritzsch (2008–2014; inizialmente come L'Orchestra Queensland e dal 2010 come L'Orchestra Sinfonica Queensland)